# 60 Seconds!
60 seconds! es un videojuego de acción y aventuras desarrollado y publicado por la distribuidora de videojuegos Robot Gentleman. Fue lanzado para Windows el 25 de mayo de 2015, el 18 de diciembre de 2017 para Nintendo Switch, y el 6 de marzo de 2020 para PlayStation 4 y Xbox One. El juego tiene lugar en una ciudad suburbana cuando una bomba nuclear está lista para detonar en 60 segundos, lo que obliga a una familia de cuatro a reunir tantos suministros como sea posible dentro del período de tiempo.
Originalmente, se suponía que el juego era una prueba para ver si Unity era el motor de juego correcto para usar. Terminó siendo lanzado al mundo por lo bien que salió la prueba. Una versión renovada de 60 Seconds! titulado 60 Seconds! Reatomized fue lanzado el 25 de julio de 2019.

## Trama
60 seconds! tiene lugar en los Estados Unidos durante la década de 1950. El juego sigue a la familia McDoodle (Ted, Dolores, Mary Jane y Timmy) mientras intentan sobrevivir a los efectos de un apocalipsis nuclear durante el mayor tiempo posible. Hay otros personajes introducidos mientras la familia sobrevive, como los hermanos gemelos de la ciudad de Hill Valley. Se puede descubrir un perro llamado Pancake y llevarlo al refugio durante el juego. Del mismo modo, el científico loco y los agentes del gobierno se pueden encontrar a través de un gato conocido como Sharikov, y el gato también puede clonarse a sí mismo en algún momento de la historia y habrá más gatos en el refugio. Un mutante se puede encontrar cuando llama a la puerta de su refugio. Los asaltantes también pueden aparecer en la puerta del refugio, obligándolos a defenderse.

## Recepción
60 seconds! recibió un 64/100 para la versión para PC según Metacritic. Metacritic también le dio a la versión de Xbox One un 63/100. Nintendo Life le dio al juego un 4/10, y PocketGamer le dio al juego un 4/5.